# Samuel Giovane
Samuel Giovane (Lugo, 17 settembre 2003) è un calciatore italiano, centrocampista o difensore dell'Atalanta U23.

## Caratteristiche tecniche
Centrocampista abile nella conduzione della manovra, bravo nelle accelerazioni offensive, è altre sì capace in fase di interdizione. Può essere schierato anche come terzino sinistro.

## Carriera

### Club
Cresciuto nei settori giovanili di Cesena ed Atalanta, il 4 agosto 2022 si trasferisce a titolo temporaneo all'Ascoli, club di Serie B, con cui durante la stagione 2022-2023 gioca 23 partite di campionato; il 2 agosto 2023 il prestito viene rinnovato per un'altra stagione, durante la quale Giovane disputa ulteriori 32 incontri nella serie cadetta.
Il 17 agosto 2024 viene ceduto nuovamente in prestito, questa volta alla Carrarese, sempre in Serie B; il 16 marzo 2025 segna il suo primo gol tra i professionisti, aprendo le marcature nel pareggio per 2-2 in casa del Südtirol. Conclude la stagione con complessive 31 presenze in campionato, contribuendo alla salvezza del club toscano.

### Nazionale
Ha giocato nelle nazionali giovanili italiane Under-15, Under-16, Under-17 (con cui nel 2019 ha perso la finale degli Europei di categoria), Under-18 ed Under-19.
Nel 2023 è stato convocato per il Mondiale Under-20, disputato da capitano e concluso al secondo posto finale.

## Statistiche

### Presenze e reti nei club
Statistiche aggiornate al 13 maggio 2025.
| Stagione        | Squadra         | Campionato      | Campionato | Campionato | Coppe nazionali | Coppe nazionali | Coppe nazionali | Coppe continentali | Coppe continentali | Coppe continentali | Altre coppe | Altre coppe | Altre coppe | Totale | Totale |
| Stagione        | Squadra         | Comp            | Pres       | Reti       | Comp            | Pres            | Reti            | Comp               | Pres               | Reti               | Comp        | Pres        | Reti        | Pres   | Reti   |
| --------------- | --------------- | --------------- | ---------- | ---------- | --------------- | --------------- | --------------- | ------------------ | ------------------ | ------------------ | ----------- | ----------- | ----------- | ------ | ------ |
| 2022-2023       | Ascoli          | B               | 23         | 0          | CI              | 2               | 0               | -                  | -                  | -                  | -           | -           | -           | 25     | 0      |
| 2023-2024       | Ascoli          | B               | 32         | 0          | CI              | 1               | 0               | -                  | -                  | -                  | -           | -           | -           | 33     | 0      |
| Totale Ascoli   | Totale Ascoli   | Totale Ascoli   | 55         | 0          |                 | 3               | 0               |                    | -                  | -                  |             | -           | -           | 58     | 0      |
| 2024-2025       | Carrarese       | B               | 31         | 1          | CI              | -               | -               | -                  | -                  | -                  | -           | -           | -           | 31     | 1      |
| Totale carriera | Totale carriera | Totale carriera | 86         | 1          |                 | 3               | 0               |                    | -                  | -                  |             | -           | -           | 89     | 1      |